# Invasion of Astro-Monster
Invasion of Astro-Monster är en japansk film från 1965 regisserad av Ishiro Honda. Det är den sjätte filmen om det klassiska filmmonstret Godzilla.

## Handling
Under en bemannad rymdfärd till Planeten X, en rätt mörk men bebodd planet, bakom Jupiter (bör inte tas för den hypotetiska Planet X) möter de två astronauterna (en amerikan och en Japan, Fuji och Glenn) två infödingar, kallade Xilianer, som vill "låna" de två jord-bundna monstren Zero-One (Godzilla) och Zero-Two (Rodan) för att strida mot deras egna monster, Monster Zero, Kung Ghidorah, det trehövdade monstret. I gengäld vill de ge mänskligheten en drog som kurerar alla sjukdomar. Astronauterna tackar ja och flyger tillbaka till jorden. I radion säger de "Vi är glada att vi fann vänner på Planeten X."
Under tiden på jorden har Fujis flickväns bror, Tetsou, uppfunnit ett personligt alarm som han tror att kvinnor kan använda för att kalla till sig hjälp om de hamnar i fara. Det ger ifrån sig ett fruktansvärt högt ljud som är svårt att stänga av, och han undrar varför ingen vill köpa det. Men sedan kommer en viss fru Namikawa och är villig att köpa larmet.
Fuji och Glenn kommer hem och berättar för sina överorndade om utbytet de gjort på Planeten X. Vetenskapsmän börjar söka efter Godzilla och Rodan. Sedan gör Kontrollern på Planeten X ett mystiskt framträdande på jorden, och Glenn blir misstänksam vad gäller Planeten X. Kontrollern gör slutligen offentligt framträdande, ber om ursäkt för att inte ha meddelat om sitt framträdande och ber om att få hjälpa till med att söka rätt på de två monstren. Två rymdskepp från Planeten X flyger kvickt iväg och finner snart de två monstren.
Glenn, Fuji och en av deras överordnade bjuds ombord på ett rymdskepp för att följa med tillbaka till Planeten X, en resa som bara tar några timmar; Kontrollern säger att de snart kan flyga med ljusets fart. Då de når fram till Planeten X attackeras de genast av Ghidorah, och de två monstren från jorden släpps lösa för att slåss mot den. Ghidorah drivs iväg. Kontrollern visar en låda som han påstår innehåller information om den mirakulösa drogen.
Då jordborna kommer tillbaka tas lådan till ett speciellt internationellt möte, och då den öppnas finner man ett kassettband. Rösten på bandet säger att infödingarna på Planeten X tänker släppa lös de tre monstren, som alla är under Planeten X's kontroll. Som ett bevis på utomjordingarnas självförtroende avslöjar de till och med deras sätt att kontrollera monstren, nämligen magnetiska vågor. Vetenskapsmännen på jorden börjar ett frenetiskt arbete med att hitta ett sätt att avbryta vågorna, medan jordens arméer slåss mot de tre monstren då de förstör Japan.
Under tiden är Tetsuo missnöjd med den brist på framsteg på sin uppfinning och hans oförmåga att få fru Namikawa att berätta vad som händer. Han tas till fånga av soldater från Planeten X. När Glenn, som var blint förälskad i fru Namikawa, är också arresterad efter att ha upptäckt en sak om henne - hon är från Planeten X och alla deras kvinnor är identiskt lika varandra. Han och Tetsuo slår ihop sina kloka skalla. Namikawa gav Glenn ett brev, innan hon disintegrerades av en soldat från Planeten X, och i brevet står det att bara ett enda ljud kan förinta folket från Planeten X. Det vill säga ljudet från Tetsuos alarm för kvinnor. Han har fortfarande prototypen, så han tar fram det och sätter på det. Ljudet upprör och paralyserar soldaterna från Planeten X, och de kan fly.
De kommer till vetenskapsmännen som försöker hindra de magnetiska vågorna och berättar om deras upptäckt. Man sänder ljudet i all radio och i alla tevekanaler, en taktik som bryter de magnetiska vågorna.
De tre monstren tas från Planeten X's kontroll då deras skepp exploderar. Planeten X drar sig tillbaka. Under tiden attackerar Godzilla och Rodan Monster Zero och tvingar den sistnämnde att retirera.
Glenn och Fuji skickas tillbaka till Planeten X som ambassadörer som vill förhandla om fred.

## Om filmen
Filmen hade världspremiär i Japan den 19 december 1965 och har inte haft svensk premiär.

## Rollista (urval)
- Nick Adams - astronauten Glenn
- Akira Takarada - astronauten K. Fuji
- Jun Tazaki - doktor Sakurai
- Haruo Nakajima - Godzilla
- Masashi Shinohara - Rodan
- Shoichi Hirose - King Ghidorah